# Classe (tassonomia)
Nelle scienze naturali, ai fini della tassonomia, la classe è uno dei livelli di classificazione scientifica degli organismi viventi (tanto della zoologia, quanto della botanica) e dei minerali. Diverse classi possono (ma non è necessario) essere ulteriormente suddivise in sottoclassi.
Nel sistema di classificazione usato in zoologia è immediatamente inferiore al tipo e superiore all'ordine,  ovvero nello stesso tipo ci sono uno o più classi, e ciascuna classe viene suddivisa in una o più ordini. Ad esempio, gli uccelli sono una classe, chiamata Aves, la quale viene ulteriormente suddivisa in sottoclassi, di cui interessa soprattutto quella chiamata neorniti (Neornithes).
Nel sistema di classificazione usato in botanica è immediatamente inferiore alla divisione e superiore all'ordine. Ovvero: nella stessa divisione ci sono uno o più classi, e ciascuna classe viene suddivisa in una o più ordini.